# 九州テックランド
株式会社九州テックランド（きゅうしゅうテックランド、英: Kyushu TeccLand Co.,Ltd.）は、かつてヤマダ電機（群馬県高崎市）と正一電気（鹿児島県鹿児島市）が業務資本提携して誕生した合弁会社。本社はヤマダ電機の本社がある群馬県高崎市にある。九州地区では親会社のヤマダ電機も店舗を展開している。以前は、ヤマダ電機と南国殖産との合弁会社だった南九州ヤマダ電機（ヤマダ電機の完全子会社となった後、2017年3月にヤマダ電機へ吸収合併）も存在していたが、九州テックランドとは関係ない。2021年7月1日付で、ヤマダHDの事業再編に伴い、グループ6社と共にヤマダデンキとの吸収合併を発表し、2021年7月1日に株式会社ヤマダデンキを存続会社、株式会社九州テックランドを消滅会社とする吸収合併方式で合併した。

## 概要
ヤマダ電機の完全子会社になる前まで、独自で「九州テックランドポイントカード」を発行していたため、相互性が無かった（カードの色も異なりオレンジ色。ヤマダ電機のカードは黄色）。しかし、2008年10月に完全子会社となったことでポイントカードが共有化された。完全子会社後も、新規出店を行っており、現在は九州管内に30店舗を運営している。なお、かつての合弁相手だった正一電気は九州地区における配送・設置・工事業務と修理を引き続き受託している。吸収合併後も30店舗は、引き続き営業している。

## 沿革
- 2007年2月 - 正一電気60%、ヤマダ電機40%出資により設立。
- 2008年10月1日 - ヤマダ電機の完全子会社となる[2]。
- 2021年1月18日 - 7月1日付で、ヤマダHDの事業再編に伴い、グループ6社と共に㈱ヤマダデンキとの吸収合併を発表。
- 2021年7月1日 - ヤマダデンキに吸収され消滅。

## 運営店舗
各店舗の詳細はヤマダ電機公式サイト「店舗案内」を参照。

### 鹿児島県
- 九州テックランド
  - 薩摩川内店（薩摩川内市）
  - 霧島店（霧島市）
  - 姶良店（姶良市）
  - 奄美店（奄美市）
  - 谷山店（鹿児島市）
  - 種子島店 (西之表市)
  - 枕崎店 (枕崎市)
  - 伊集院店 (日置市)
  - 伊佐店 (伊佐市)
  - New加世田店（南さつま市）
  - New出水店（出水市）

### 熊本県
- 九州テックランド
  - 天草店（天草市）
  - 山鹿店（山鹿市）
  - 人吉店（人吉市）
  - 玉名店（玉名市）
  - 菊地店（菊池市）
  - 阿蘇店（阿蘇市）
  - New八代インター店（八代市）

### 福岡県
- 九州テックランド
  - 大牟田南店（大牟田市）
  - 行橋店（行橋市）
  - New甘木店（朝倉市）
  - 八女店（八女市）
  - 苅田店(苅田町)

### 大分県
- 九州テックランド
  - 三光店（中津市）
  - 中津店（中津市）
  - 杵築店 (杵築市)
  - 臼杵店 (臼杵市)
  - 宇佐店 (宇佐市)

### 長崎県
- 九州テックランド
  - 島原店（島原市）

### 佐賀県
- 九州テックランド
  - 伊万里店 (伊万里市)